# Arribèra deth Garona
Arribèra deth Garona és un espai natural de característiques singulars, representant d'un fons de vall típic dels vessants septentrionals del Pirineu. La Garona és un riu de règim atlàntic i, per això, els seus sistemes naturals fluvials són singulars en les terres catalanes. Es tracta de l'únic riu de caràcter atlàntic que conserva els seus sistemes naturals fluvials en bon estat. La seva extraordinària singularitat rau particularment en la vegetació, caracteritzada per vernedes amb plantes d'afinitat atlàntica molt rares i també per ser un dels pocs punts on es troba el cavilat a Catalunya.

## Medi físic
La Garona discorre pels sediments quaternaris, fluvials i al·luvials (sediments glacials), que rebleixen la vall. El tram baix del riu Garona no té un pendent massa pronunciat i s'hi desenvolupen trams d'aigües corrents i tranquil·les, amb fons de codolars.

## Biodiversitat
La funció principal dels espais naturals protegits de Catalunya és conservar mostres representatives de la fauna, la flora i els hàbitats propis del territori, de manera que es puguin desenvolupar els processos ecològics que donen lloc a la biodiversitat (l'àmplia varietat d'ecosistemes i éssers vius: animals, plantes, els seus hàbitats i els seus gens). Aquest espai natural és especialment singular per tenir una vegetació caracteritzada per vernedes amb plantes d'afinitat atlàntica molt rares. A les aigües del riu Garona, s'hi troben exemplars de cavilat (Cottus gobio), un peix classificat com a espècie d'interès i que només es troba a Catalunya en aquest sistema fluvial.

### Flora
La zona delimitada de la ribera de la Garona se situa dins el domini de vegetació de les rouredes humides i boscos caducifolis (Fraxino-Carpinion), a la base de l'espai anterior. En realitat, aquest espai representa un dels paisatges més típics al voltant dels cursos d'aigua de l'Europa humida. La ribera de la Garona és un bon exemple de les comunitats de ribera septentrional, especialment de la verneda (Alno-Padion) amb un estrat herbaci molt ric, especialment la verneda típica (Scrophularío-Alnetum) i la verneda amb càrex (Angelico-Caricetum-remotae). Cal esmentar en aquestes comunitats la presència d'algunes plantes d'afinitat atlàntica molt rares a la resta de Catalunya, que tenen en aquestes terres el seu òptim (Equisetum hyemale, Carex remota). La presència d'aquestes comunitats vegetals permet el desenvolupament d'algunes espècies animals que tenen el seu hàbitat en aquests paisatges pirinencs atlàntics, i constitueixen biocenosis úniques a Catalunya.

### Fauna
La fauna que hom troba en aquest espai és remarcable per estar associada a sistemes d'aigua dolça del vessant atlàntic i al bosc de ribera. Els peixos constitueixen una de les principals característiques de l'espai, que presenta l'interès de mostrar una fauna atlàntica d'origen europeu molt escassa al nostre país i amb algunes espècies exclusives d'aquesta àrea, com el cavilat (Cottus gobio). Aquest riu també conté truita (Salmo trutta) i els seus boscos de ribera alberguen espècies com el picot garser petit (Dendrocopos minor), tot i que aquest també ascendeix pels vessants en els boscos mixtos caducifolis. Pel que fa a invertebrats d'interès, cal esmentar la presència del lepidòpter Euplagia quadripunctaria.